# Высоцкое (Ставропольский край)
Высо́цкое — село в Петровском районе (городском округе) Ставропольского края Российской Федерации. 

## География
Село расположено на возвышенном месте. Со всех сторон оно окружено невысокими холмистыми возвышенностями. В этой местности дуют преимущественно восточные ветра. Недалеко от села проходит 4 очередь Большого Ставропольского Канала.
Расстояние до краевого центра: 73 км. Расстояние до районного центра: 34 км.

## История
XVIII век
Село основано в 1784 году выходцами из Орловской, Воронежской и Тамбовской губерний. хотя первые поселенцы жили здесь уже в 1766 г.
На 1789 год село входило в Александровский уезд.
XIX век
В 1879 году была построена церковь.

ДОСТОПАМЯТНЫЕ СОБЫТИЯ
В 1892 году была холера, от которой умерло 7 человек. Выдающимися событиями в истории села считаются нападения черкесов, продолжавшимся до 1858 г.
Вот несколько эпизодов из показаний старожилов села. Это было в селе Высоцком, на хуторе Амирове. На хуторе Амирове есть большой яр, где расположились черкесы. Этот яр называется черкесским. На самой высокой горе стоял наблюдатель. Он следил за тем, чтобы никто не опоздал домой, как только зайдет солнце. Если кто опоздает, то взрослым отрубали головы, а детей увозили к себе в Черкесию. Был случай: у одного хозяина пропали волы. Он сел на лошадь, взял ружье и отправился искать их. А черкесы, увидев его, спрятались за куст, и дожидали, когда он подъедет к этому кусту. Когда старик подъехал, черкесы убили его, а лошадь и ружье забрали себе. Одна старуха с двумя девушками собирали коноплю. Вдруг, налетели черкесы, старуху зарубили, а девушек, привязав сзади верховых на лошадей, отправили к себе домой. Одной из девушек удалось как-то развязаться. Когда они доехали до поста, который находился у кургана Кордон, девушка спрыгнула, рванулась бежать. Её пытались снова поймать, но она закричала. Её услышали, и сторожевые посты спасли девушку. Сестру её черкесы увезли к себе, и долго она жила у них.
Граница между жителями села Высоцкого и черкесами проходила по реке Калаус.
Вот ещё один похожий случай, произошедший весной во время пахоты. Крестьяне трудились на своих клочках земли, как вдруг появились черкесы. Крестьянин Аганин испугался и побежал. Его догнали и зарубили, а троих детей забрали.
Черкесы старались ловить детей, юношей и девушек, увозили к себе и использовали у себя в качестве слуг. Некоторых продавали в рабство, или отдавали родственникам за выкуп.
Черкесы смелых русских не трогали, и в селе назначили атаманом села одного из смельчаков. Как атаман он должен добиться того, чтобы как стемнеет, никто не ходил по улицам, не зажигали свет в домах. У кого свет был виден, в окно стреляли.
Черкесы мстили русским за то, что русские забирали скот, который переходил от черкесов через границу. Для села Высоцкого нашествия черкесов оканчивались большей частью уводом жителей в плен и убийствами.
НАСЕЛЕНИЕ
В селе имеется 970 дворов с 995 домами и деревянная церковь в честь Архистратига Михаила. Постройка её стоила 24000 р. При церкви находится 60 десятин земли. По окладным листам в селе числится 1521 ревизская душа, а по семейным спискам — 3140 м п., 3089 ж. п. наличных душ. Иногородних проживает 112 душ м. п. и 111 ж. п.
Большинство коренных жителей села — великороссы, меньшинство — малороссы. Коренные и иногородние жители — переселенцы из Воронежской, Харьковской, Полтавской, Курской, Екатеринославской губерний.
ВЕРОИСПОВЕДАНИЕ
Население православного вероисповедания, но в среде его находятся сектанты: жидовствующие — 112 м п. и 105 ж. п.; хлысты — 2 м п. и 2 ж. п.; поповцы — 2 м п. и 2 ж. п., а всего сектантов 225 человек.
ЗЕМЛЕВЛАДЕНИЕ
По владенной записи ему принадлежит 30375 десятин земли, в том числе неудобной 7095 д. Душевого надела на ревизскую душу приходится 18 дес., а на наличную 12 десятин. В селе имеются рощи, сады, огороды и дачи с мелким лесом. В огороде сажаются: капуста, лук, картофель, конопля, другие огородные культуры. Капуста производится в довольно большом объёме. Вся площадь капустников села равняется приблизительно 40 дес., так что ежегодно получается излишек, который продается в соседние села. Другие овощи выращивают в меньшем объёме, только для своих потребностей. Рощи имеют 580 дворов. Общественный лес заключает в себе 286 дес., и, к сожалению, до сих пор не устроен по плану лесоохранительного комитета.
ВОДОСНАБЖЕНИЕ
Население в питье употребляет хорошую вкусную воду из источников, расположенных за селом, на расстоянии одной версты. Источники эти никогда не пересыхают и воды в них достаточно. Скот поится из особых водоемищ. Дождевая вода также употребляется в питье.
ЗАНЯТИЕ
Гористое расположение села, а отчасти, может быть обилие рощ и садов, способствующих задержанию влаги в почве, предохраняет его от частых и сильных засух. Из хлебных растений сеются: пшеница, рожь, овес, ячмень, и лен.
В среднем урожай село собирает 8000 четв. Продукты вышеперечисленных хлебных злаков в большинстве случаев дают среднее качество. Для обработки земли жители употребляют деревянные и железные плуги и букари. Деревянные плуги изготавливаются самими владельцами, а железные и букари покупаются.
В деревянный плуг впрягаются 4-5 пар волов или 2-3 пары лошадей, в железный плуг и букарь — 3-4 пары волов или 1-2 пары лошадей.
Кроме железных плугов и букарей в селе есть две конных молотилки и 20 веялок. С/X земледельческие орудия покупаются жителями в г. г. Ставрополе и Ростове на Дону, всегда за наличные деньги. Село закупает ежегодно средним числом 10 плугов и букарей на 700—800.
Система обработки земли четырёхпольная. Переделяется земля через 5 лет. Нападение саранчи и градобитие в селе бывают периодически, а именно: саранча появляется приблизительно через каждые 10 лет, а град выпадает почти ежегодно.
Помимо земледелия, источником добывания средств к жизни для населения служит и отчасти садоводство и огородничество. Фруктовые сады имеют 340 дворов. Скота в селе следующее количество: 1153 лошади, 5572 головы рогатого скота, 15688 овец, 428 коз и 736 свиней.
ПРОМЫСЛЫ
Сапожничеством, портняжничеством и выделкой овчин занимаются 15- 20 человек ремесленников, но изделия этих последних не расходятся за пределы села. В свободное от полевых работ время почти все женщины ткут для домашнего употребления грубый холст.
ТОРГОВЛЯ
Предметами торговли села служат хлеб, скот и в небольшом количестве продукты огородничества и скотоводства. Хлеб жителями села сбывается местным крестьянам- ссыпщикам, число которых простирается до 7 человек. Ссыпщики отправляют хлеб в Ростов на Дону через станцию Курсавскую Владикавказской Ж. Д. В средний урожай село продает пшеницы 2000 четв., а в хороший 4000 четв.
Скот сбывается преимущественно на ярмарке села Медведского. От продажи его село ежегодно выручает 35000 р. На той же ярмарке продаются продукты огородничества и садоводства. В селе существуют следующие торгово-промышленные заведения: 4 мануфактурных лавки, 7 винных лавок, 8 овчинодельческих заводов, 4 гончарных и 4 маслобойных завода.
ЯРМАРКИ И БАЗАРЫ
В селе имеется очень большая площадь, на которой ежегодно 6 января бывает ярмарка. Базаров не существует.
ОБЩЕСТВЕННОЕ САМОУПРАВЛЕНИЕ
В селе имеется волостное правление, помещающееся в здании из 4 комнат. Постройка здания обошлась в 1800 р. В ведении волостного правления находится пожарный насос с 3 бочками для воды, 3 тройки обывательских лошадей. Содержание этих лошадей стоит 1400 руб. в год.
К волости принадлежит посёлок Просянский и пять хуторов: Красный имеющий 8 дворов, Политов — 6 дворов, Амиров- 6 дворов, Угольный- 5 дворов.
САМОПОМОЩЬ
В селе существует два запасных общественных магазина, в которых по норме должно хранится 1522 четв. Озимого и 761 четв. Ярового запасного хлеба, а налицо его состоит: в одном магазине- 2566 четв. Озимого и 761 ярового, а в другом 1500 четв. Озимого и ярового хлеба. Постройка одного магазина стоила 4000 руб, а другого 2400 р.
ОБРАЗОВАНИЕ
В селе находится два училища, одно — класс МНП и церковно-приходское. Бюджет министерского училища равняется 710 руб. в год. Из этой суммы 330 руб. получает в жалование учитель. Постройка училищного здания, произведенная в 1878 году, обошлась обществу в 2800 р. В этом здании училищу отведено под квартиру учителя 2 комнаты и кухня. Во дворе есть сарай и погреб. При школе разведён сад. Объём классной комнаты равняется 671 куб. арш. воздуха, а абьем одной комнаты учителя 140 куб. арш. Классная комната светла. Освещение в ней устроено с южной, западной и северной сторон. В школе обучается 38 мальчиков и 18 девочек.
Церковно-приходская школа помещается в собственном здании. Классная комната этого здания имеет 520 куб аршин. В содержании школы принимает участие, как церковь, так и местное общество. Школу посещают 25 мальчиков. Детей обучает учитель, получивший образование в 3-м классе Ставропольской духовной семинарии.
МЕДИЦИНСКАЯ ПОМОЩЬ
В селе живёт фельдшер, а при волостном правлении есть небольшая аптечка.
БОЛЕЗНИ
Самая распространённая болезнь в селе перемежающаяся лихорадка.
ПОЧТА И ТЕЛЕГРАФ
Корреспонденцию села получают из Медведского почтового отделения. Ближайшая телеграфная контора находится в селе Благодарном на расстоянии 41 версты. В судебно-административном отношении село подчинено земскому начальнику 5-го участка, живущему в селе Медведском; в судебно-следственном отношении — следователю 1-го участка, камера которого находится в селе Благодарном; в полицейском отношении — приставу 2-го стана, квартирующему в селе Александрийском.
ПУТИ СООБЩЕНИЯ
Расстояние от села до города Ставрополя — 80 верст, до ближайшей станции Владикавказской Ж. Д. Курсавской — 70 верст. В селе существует казенная и обывательская почтовые станции, а также вольнонаёмные подводчики, которые за доставку пассажиров в одно из ближайших сел берут от 50 копеек до 2 рублей.
ОБЩЕСТВЕННЫЕ КВАРТИРЫ И ПОСТОЯЛЫЕ ДВОРЫ
В селе имеются общественная квартира, состоящая из 2 комнат с деревянными полами. В квартире есть две кровати и умывальник. На съестные припасы таксы не установлено. В селе Высоцком постоялых дворов не существует.
— А. Твалчрелидзе. Ставропольская губерния в статистическом, географическом историческом и сельскохозяйственном отношениях
XX век
1900—1917
В начале века село было захолустным, основное занятие сельчан было земледелие, так же в селе процветало кузнечное дело и бондари.
Немаловажное место в селе занимала Ярмарка. Она проводилась зимой на площади и длилась неделю и больше. На ярмарках продавали скот, хлеб, ситец, мед, конфеты и пряники всяких сортов. На ярмарке устанавливались карусели, за катание на них платили две копейки.
Кроме ярмарки, весной в селе устраивали праздник «Пропловенье» На этот праздник из всех соседних сел собиралось много народа. Местные жители собирали продукты, некоторые богачи давали даже быков на убой. Все свозили к церкви, там варили, жарили и угощали пришедших людей три дня. Затем вся эта группа шла с иконами в поле, прося у бога дождя и хорошего урожая. Праздник длился шесть дней.
В целом село считалось зажиточным, на местных кулаков и помещиков батрачили даже турки, австрийцы.
В 1902 году население села Высоцкого вместе с отсёлком Просянским составляло 7347 человек, площадь надельной земли — 30375 десятин (под посевами — 8725 десятин), поголовье сельскохозяйственных животных — 6843 головы крупного рогатого скота и 14 689 овец:15.
В 1908 году построили большую деревянную школу.
В 1909 село включало в себя:
- Отсёлок Просянский
- Хутор Угольный
- Хутор Крутинский
- Хутор Амиров
- Хутор Цукуров
- Хутор Красенский
- Хутор Гревцев-Баев
- Хутор Политов
- Хутор Щелкунов
- Хутор Бондаренко

В 1912—1913 гг. была построена школа из жжёного кирпича.
В 1918 году на Ставрополье начался процесс коллективизации, не получивший достаточного развития из-за гражданской войны. После окончательного установления советской власти в регионе стали создаваться коммуны и артели, организуемые бывшими красноармейцами. В 1921 году в Константиновском были образованы мелиоративное товарищество «Труд № 1», артели «Заря Труда» и «Свет Труда»; в 1922 году — коммуна «1-е Мая»; в 1924 году — артель «Трудовой Пролетарий» и животноводческое товарищество «Производственник».
До 1 мая 2017 года село было административным центром Высоцкого сельсовета).

## Население
| 1789  | 1802  | 1812  | 1819  | 1897  | 1902  | 1903  |
| ----- | ----- | ----- | ----- | ----- | ----- | ----- |
| 1418  | ↘1392 | ↗2422 | ↘1330 | ↗5062 | ↗7347 | ↘6476 |
| 1908  | 1925  | 1926  | 1989  | 2002  | 2010  | 2014  |
| ↗9029 | ↘6554 | ↘5647 | ↘2790 | ↗3024 | ↘2577 | ↘2500 |
| 2021  | 2023  |       |       |       |       |       |
| ↘2108 | ↘2071 |       |       |       |       |       |

По данным переписи 2002 года в национальной структуре населения преобладают русские (97 %).

## Инфраструктура
- Дом культуры[23]. Сгорел в 2000 году.
- Сельская библиотека. Открыта 5 января 1923 года[24]

## Образование
- Детский сад № 15 «Сказка»[25]
- Средняя общеобразовательная школа № 9 имени Николая Кузьмича Калашникова[26]. Открыта 1 сентября 1936 года[27]

## Люди, связанные с селом
- Голощапов Алексей Кириллович (1923—1943) — Герой Советского Союза, уроженец села
- Данилов Владимир Васильевич (1957), генеральный директор финансово-строительной компании «Гарант», депутат Думы Ставропольского края V созыва, Заслуженный строитель Российской Федерации, уроженец села[28]

## Памятники
- Братская могила красных партизан, погибших в годы гражданской войны. 1918—1920, 1957 года[29]
- Могила 28 красноармейцев Таманской красной армии, замученных белогвардейцами. 1918, 1967 года[30]
- Здание, где была провозглашена советская власть в селе[31]
- Братская могила советских воинов, погибших в борьбе с фашистами. 1942—1943, 1950 года[32]
- Дом, в котором родился и жил герой Советского Союза А. К. Голощапов[33]
- Памятник В. И. Ленину. 1964 год[34]
- Бюст К. Маркса. 1964 год[35]
- Могила участников гражданской войны комиссара И. П. Головина и председателя волисполкома Т. П. Батищева. 1967 год[36]
- Мемориальная доска герою Советского Союза Б. И. Кобякову. 1975 год[37]

## Кладбище
- Общественное открытое кладбище (ул. Библиотечная, 5б). Площадь участка 50 590 м²[38].